# بيرجت ماينكه
بيرجت ماينكه (بالألمانية:Birgit Meineke ) سباحة ألمانية سابقة، وُلدت في الرابع من شهر يوليو لعام 1964 في برلين الشرقية، و كانت لاعبة لصالح جمهورية ألمانيا الديموقراطية. تُعد بيرجت إحدى ضحايا المنشطات الموصوفة للاعبي الرياضة الاحترافية من قبل الدولة في ألمانيا الشرقية.

## حياتها المهنية
بدأت بيرجت نجاحها الحقيقي في مطلع حقبة الثمانينات حيث كانت بطلة أوروبا في السباحة الحرة لفئة 100 متر في عام 1981 ثم بطلة العالم في عام 1982، وبالإضافة لما سبق فإن بطولة أوروبا للألعاب المائية 1983 تُعد ذروة نجاحها؛ فقد استطاعت إحراز اللقب على صعيد السباحة بأسلوب حر لأكثر من 100 متر تارة وأكثر من 200 متر تارة.
استطاعت تحقيق رقم قياسي لصالح ألمانيا الشرقية خلال مسيرتها في السباحة الحرة لفئة 4×100 متر وكذلك فئة 4×200 متر.
لم تستطع بيرجت إحراز أية ميدالية في الألعاب الأولمبية؛ لأن جمهورية ألمانيا الديموقراطية قاطعت الألعاب الأولمبية الصيفية 1984التي أُقيمت في لوس أنجلوس. بعد عام 1984 انهت بيرجت مسيرتها الرياضية، وفي عام 1984 حصلت على نيشان الاستحقاق الوطني الذهبي.

## منشطات ألمانيا الشرقية
كان لابد من أن يُنظر إلى نجاح بيرجت من زاوية أخرى تمامًا كما حدث مع كثير من كبار رياضي ألمانيا الديموقراطية، وذلك على خلفية قضية تقديم الدولة المنشطات للرياضين من خلال المسوؤلين الرياضيين والأطباء والمدربين.
عانت بيرجت فيما بعد من مشاكل صحية جسيمة تمثلت في أورام الكبد والتي اكتشفتها في عام 1993، والتي كانت نتيجة لتعاطي منشطات الستيرويد وكذلك حبوب منع الحمل المركبة الموصوفة بشكل منهجي لكل رياضية شابة.
و في قضية منشطات-ألمانيا الشرقية لعام 1998 والتي اختصت بها محكمة برلين كانت بيرجت شاهدة، حيث تم مواجهتها بالملفات والأدلة الخاصة بالمدربين والأطبا السابقين لألمانيا الشرقية التي أكدت تناولها للمنشطات بدون علمها.

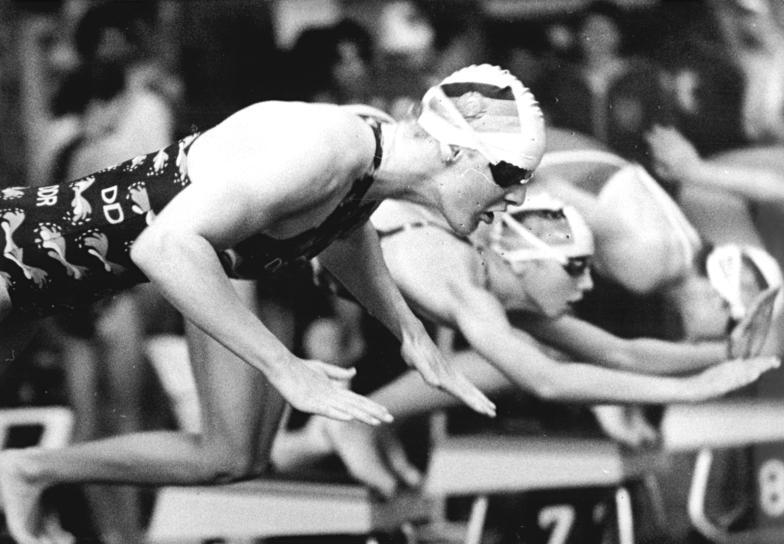
بيرجت ماينكه في بطولة ألمانيا الاتحادية لعام 1984

## بعد اعتزال الرياضة
تزوجت بيرجت بالرياضي أولاف هويكرودت الفائز بالأولمبيات في التجديف، وأنجبا ولدًا. وبعدما انهت مسيرتها الرياضية عملت كطبيبة في مستشفى برلين-بوخ.

## وصلات خارجية
- بيرجت ماينكه على موقع الاتحاد الدولي للسباحة (الإنجليزية)
- بيرجت ماينكه على موقع SwimRankings.net (الإنجليزية)
- معلومات عن بيرجت ماينكه على موقع Swimrankings.net (باللغة الإنجليزية)